# Kósa Lajos (politikus)
Kósa Lajos (Debrecen, 1964. március 14. –) magyar politikus, országgyűlési képviselő, 2010-től 2015-ig és 2019-től a Fidesz alelnöke, 2015 és 2017 között a Fidesz frakcióvezetője, 1998–2014 között Debrecen polgármestere. 2017. szeptember 25-én Áder János október 2-i hatállyal a megyei jogú városok fejlesztéséért felelős tárca nélküli miniszterré nevezte ki.  A 2020-as Befolyás-barométer szerint ő Magyarország 47. legbefolyásosabb személye.

## Tanulmányai
Általános és középiskolai tanulmányait Debrecenben végezte, 1982-ben érettségizett a KLTE Kossuth Lajos Gyakorló Gimnáziumában. Mint előfelvételis 1982 és 1983 között sorkatonai szolgálatot teljesített Szombathelyen. Az MKKE-n 1983-ban az I. évfolyam KISZ titkárának választották meg. (60 szavazóból 57-en szavaztak rá)  Az MKKE-n 1989-ben a Marx Károly Közgazdaságtudományi Egyetem tervgazdasági szakát elvégezte ugyan, de politikai karrierje miatt a diplomát már nem szerezte meg. 1989-től egy évig a Konjunktúra-, Piackutató és Informatikai Intézet (Kopint-Datorg) tudományos segédmunkatársa volt, és ekkor óraadóként a Közgazdaságtudományi Egyetemen mikroökonómiát tanított.

## Politikai pályafutása
Egyetemistaként a Rajk László Szakkollégium tagja, 1986-ban titkára volt. A kezdetektől részt vett a Fiatal Demokraták Szövetségének a szervezésében, 1988. 1989 nyarán a háromoldalú politikai egyeztető tárgyalásokon a Fidesz képviselőjeként a II/1. gazdasági albizottságban (A gazdasági válság, eladósodás, szerkezetátalakítás, infláció kezelésének stratégiai kérdései) tagja volt az Ellenzéki Kerekasztal tárgyalócsoportjának. Ugyanebben az évben Bécsben, a világkiállításról rendezett tárgyaláson a Fidesz képviselője. 1989-1990 között a Fidesz Politikai Tanácsadó Testülete, 1992-től a gazdaságpolitikai csoport, 1994 júniusától a párt elnökségének a tagja, alelnök volt 2004-ig.
Az 1990. évi országgyűlési választások első fordulójában Hajdú-Bihar megye 3. sz., Debrecen központú választókerületében ötödik lett, a Fidesz országos listáján választották képviselővé. 1990. május 3-ától az Országgyűlés gazdasági bizottságában, ezen belül az energetikai, (1992. október 13-áig, a mezőgazdasági bizottság megszervezéséig) a mezőgazdasági, a világkiállítási, a fogyasztóvédelmi és a távközlési albizottságokban dolgozott. Az 1994-es országgyűlési választásokon Hajdú-Bihar megye 1. sz., Debrecen központú választókerületében indult, az első fordulóban 10,44%-kal a negyedik helyen végzett, az Országgyűlésbe a Fidesz Hajdú-Bihar megyei listavezetőjeként jutott be (az országos listán huszonharmadik volt). Az Országgyűlésben a gazdasági bizottság tagja volt. 1996. június 25-éig részt vett a mezőgazdasági bizottság munkájában is. 1996. március 21-éig a Budapest Bank részére juttatott állami támogatás körülményeinek tisztázására létrehozott vizsgálóbizottság elnöke volt és részt vett a magyar-orosz olajszállítások kapcsán felmerült összeférhetetlenségi-korrupciós vádakat kivizsgáló, valamint az Állami Számvevőszék elnökének jelölését szolgáló ideiglenes bizottságok tevékenységében is.

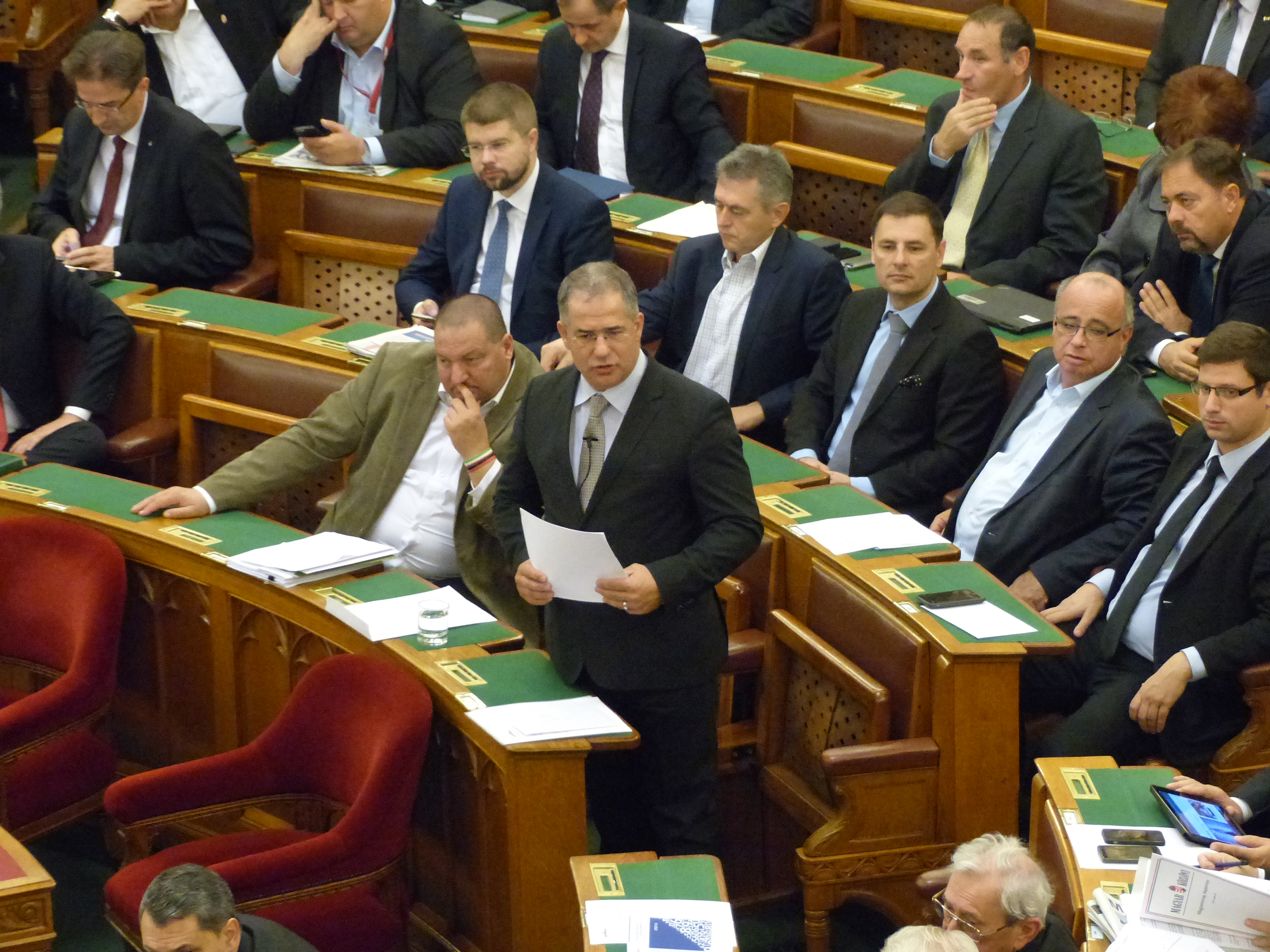
Kósa Lajos felszólalása az Alaptörvény 7. módosításának általános vitájában

Az 1998-as országgyűlési választáson egyéni mandátumot szerzett a Hajdú-Bihar megyei 3. egyéni választókerületben (Debrecen). A számvevőszéki bizottság elnökévé választották. Az ez évi önkormányzati választásokon pártja jelöltje a debreceni polgármester-választáson, amelyet megnyert. 1998 és 1999 között a Fidesz-frakció gazdasági ügyekkel foglalkozó helyettese.
A 2002-es országgyűlési választáson újra egyéni mandátumot szerzett a Hajdú-Bihar megyei 3. számú egyéni választókerületben. Az önkormányzati bizottság alelnöke volt 2003-ig, ill. Fidesz frakcióvezető-helyettese 2004-ig. Az őszi önkormányzati választáson újra Debrecen polgármesterévé választották. 2005-ben a Fidesz országos választmányának alelnökévé választották.
2006-ban már az első fordulóban országgyűlési képviselővé választották. Pártjának frakcióvezető-helyettese. Az őszi önkormányzati választásokon újból Debrecen polgármestere lett. 2007-ben, a Fidesz tisztújító kongresszusán a párt egyik alelnökévé választották Pelczné Gáll Ildikó, Pokorni Zoltán és Varga Mihály mellett. A 2010-es országgyűlési választásokon megvédte egyéni mandátumát, illetve megőrizhette tagságát az önkormányzati és területfejlesztési bizottságban.
A Fidesz országgyűlési győzelmét követően 2010. május 14-étől a párt ügyvezető alelnöke lett.
A 2014-es Befolyás-barométer szerint ő volt Magyarország 14. legbefolyásosabb embere.
2015. október 1-jén átvette Rogán Antaltól a frakcióvezetést.
2017. szeptember 25-én október 2-i hatállyal tárca nélküli miniszter lett. Kormánytagként feladata a megyei jogú városok fejlesztése, a Modern Városok Program végrehajtása. A Fidesz-frakció élén utóda Gulyás Gergely lett.

## Családja
Családja régi szamosszegi földművescsalád, az 1950-es évek elején költöztek Debrecenbe. Édesapja, Kósa Lajos matematika-statisztika szakos tanár Debrecenben, nyugdíjazása előtt a Bethlen Gábor Közgazdasági Szakközépiskolában tanított. Édesanyja, Bacskó Katalin először védőnőként, majd nyugdíjazásáig bölcsődevezetőként dolgozott, jelenleg mezőgazdasági befektetésekkel foglalkozik. Nős, felesége Porkoláb Gyöngyi. Gyermekeik: Anna (1996), Eszter (1998), Lilla (2003), Levente (2011). 
Kósa különböző családtagjainak, köztük felesége és egykori óvónő édesanyja cégvásárlásai is médiafigyelmet keltettek.

## Konfliktusok személye körül
Kósa Lajos 2016 márciusában az MNB újonnan létrehozott alapítványai gazdálkodásának titkosításáról szóló törvényt azzal indokolta, hogy az alapítványi pénzek elvesztik közpénz jellegüket. Az Alkotmánybíróság azonban hamarosan az ő álláspontjával ellentétesen döntött.
Kósa számos vicces vagy épp kínos magyarázkodása többször is idézetek tárgyaivá váltak.
2018 júniusában a pedagógusnap alkalmával a Nemzedékek jövőjéért díjjal tüntette ki a Debreceni Tankerület. A kitüntetés híre számos bírálatot váltott ki.
2018 decemberében ő terjesztette be Szatmáry Kristóf fideszes képviselőtársával együtt egyéni képviselői indítványként az országgyűlésben az ellenzék által "rabszolgatörvénynek"  nevezett törvényjavaslatot, amely a 'dolgozó hozzájárulásával', legfeljebb évi 400 órára terjeszti ki a túlóra keretet, amely túlórákkal pénzben a tárgyhó végén, szabadidő biztosítása mellett pedig három éven belül kell elszámolni. Az egyéni képviselői indítvány formája nem tette szükségessé a szakszervezetekkel való egyeztetést. A túlórakeret olyan munkahelyeken, ahol létezik kollektív szerződés, csak abban az esetben alkalmazható, amennyiben a helyi szakszervezet és a munkáltató a hatályos kollektív szerződést ezen lehetőségeknek megfelelően módosítja. Minden más esetben a dolgozó előzetes írásbeli hozzájárulása szükséges alkalmazásához. A törvényjavaslatot a parlament az ellenzék obstrukciós kísérlete, folyamatos, hangos tiltakozása, valamint általuk vitatott körülmények között elfogadta, és ez csekély mozgósító erejű de kétségtelenül az ország több pontjára egyidejűleg szervezett tiltakozásokat váltott ki.
2019. augusztus 26-án egy rádióinterjúban úgy fogalmazott az akkor Dél-Amerikában tomboló erdőtüzekről, hogy „nem az őserdő ég, mint láthatjuk a képeken, hanem az a bozótos, ami nem őserdő”. Azután nyilatkozott erről, hogy ellenzéki politikusok emiatt is többször kritizálták Orbán Viktor miniszterelnököt közösségi oldalakon.
2021 őszén az NSO group által szállított PEGASUS nevű okostelefonokon futó megfigyelő program belügyminisztérium általi beszerzését újságírói kérdésre megerősítette.

## Díjai, elismerései
- Az év polgármestere (2001)